# St. Koloman (Coloman)

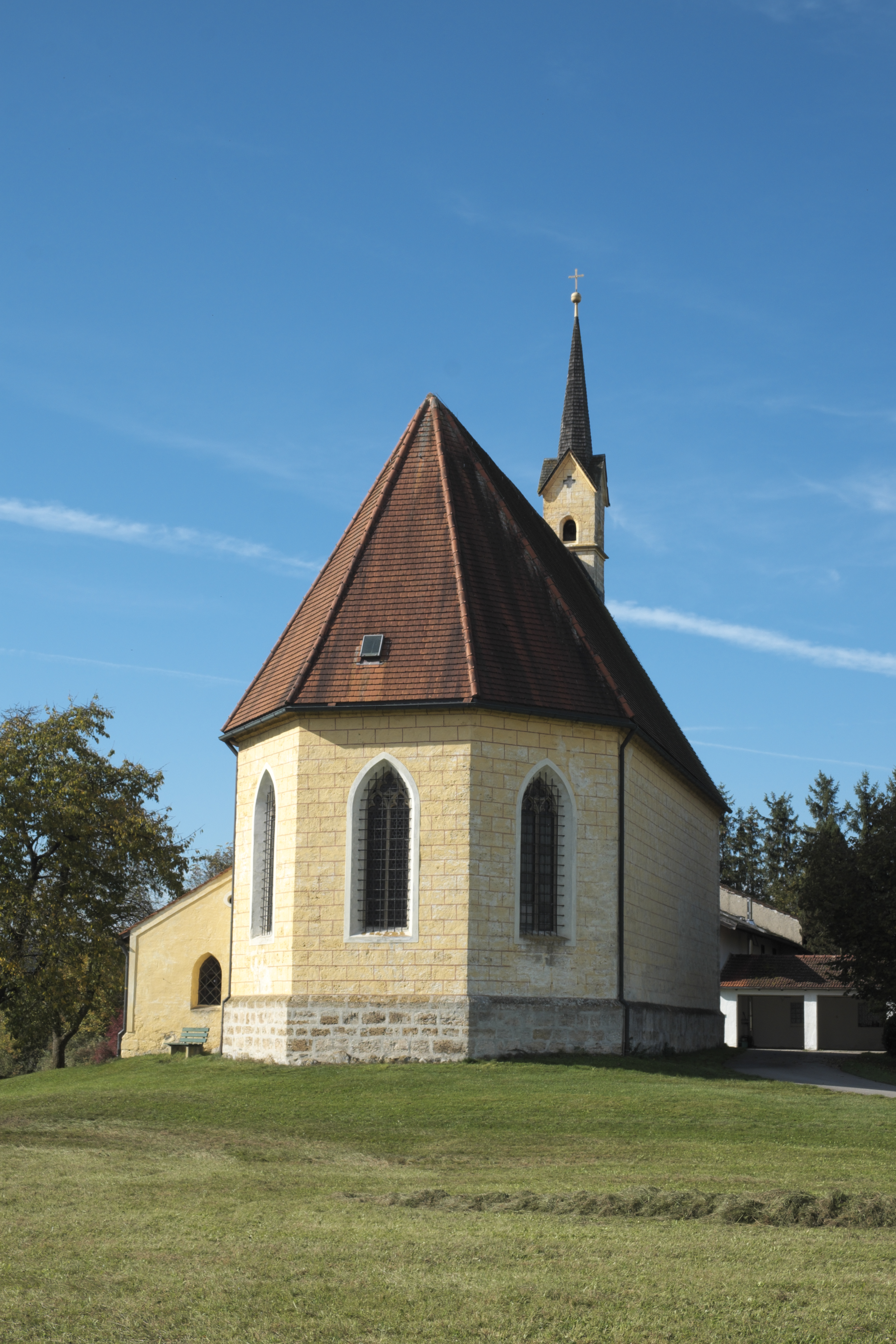
St. Koloman in Coloman

Die römisch-katholische Filialkirche St. Koloman steht in Coloman, einem Gemeindeteil von Taching am See im oberbayerischen Landkreis Traunstein. Das Bauwerk ist als Baudenkmal unter der Nr. D-1-89-150-8 eingetragen. Die Kirche gehört zum Erzbistum München und Freising.

## Beschreibung
Die Saalkirche im frühen 16. Jahrhundert erbaut. Sie besteht aus einem Langhaus zu drei Jochen, einem dreiseitig geschlossenen Chor im Osten und einem Dachreiter, der sich im Westen aus dem Satteldach des Langhauses erhebt, und mit einem spitzen Helm bedeckt ist. Die Innenräume sind mit Netzgewölben überspannt, im Langhaus auf Strebepfeilern, im Chor auf Konsolen. Den Hochaltar als Flügelaltar, der von einem Baldachin bekrönt wird, hat 1515 Gordian Guckh gebaut. Im Schrein stehen Statuetten der Maria und des heiligen Koloman. In der Predella ist ein Relief mit einem Schmerzensmann untergebracht.